# 김명수 (1954년)
김명수(金明洙, 1954년 8월 21일 ~ , 서울)는 대한민국의 공무원이다.

## 학력
- 경기고등학교 졸업
- 성균관대학교 법률학 학사
- 오리건주립대학교 대학원 경제학 석사

## 경력
- 제22회 행정고시 합격
- 1980년 : 조달청 행정사무관
- 1993년 : 조달청 법무담당관(서기관)
- 1995년 : 충북지방조달청장
- 1997년 : 조달청 기획예산담당관
- 1999년 : 조달청 외자구매과장
- 2000년 : 조달청 행정관리담당관(부이사관)
- 2001년 : 조달청 비축과장
- 2002년 : 서울지방조달청 총무과장
- 2004년 : 부산지방조달청장
- 2006년 : 조달청 국제물자본부장
- 2007년 : 조달청 시설사업본부장
- 2009년 : 서울지방조달청장
- 2010년 : 조달청 차장

## 수상
- 1992년 : 대통령 표창
- 2006년 : 홍조근정훈장

## 참고
| 전임 유재보 | 제25대 조달청 차장 2010년 12월 28일 ~ 2012년 1월 13일 | 후임 민형종 |